# Meszna (góra)
Meszna (niem. Moosberg) (590 m n.p.m.) góra w północno-wschodniej części Grzbietu Południowego Gór Kaczawskich, w Sudetach Zachodnich. Znajduje się na zakończeniu krótkiego grzbiety bocznego, odchodzącego od Barańca ku północnemu wschodowi. Zbudowana jest ze skał metamorficznych – zieleńców, keratofirów, łupków kwarcowo-serycytowych i chlorytowo-serycytowych oraz marmurów wapieni krystalicznych należących do metamorfiku kaczawskiego. W wapieniach krystalicznych znajduje się Jaskinia nad Potokiem. Porośnięta lasem świerkowym.